# EnBW
EnBW Energie Baden-Württemberg AG eller EnBW er en tysk energiselskab med hovedkvarter i Karlsruhe, Baden-Württemberg.
EnBW producerer og distribuerer elektricitet til 5,5 mio. kunder, hvilket i 2021 blev til 12.722 MW. De producerer især el på fossile brændsler, vindkraft og solkraft.
EnBW blev etableret 1. januar 1997 som et resultat af en fusion mellem energivirksomhederne Badenwerk AG og Energie-Versorgung Schwaben AG (EVS). EnBW fusionerede igen 1. obtober 2003 med Neckarwerke Stuttgart AG.